# Мамоновское сельское поселение (Воронежская область)
Мамоновское сельское поселение — муниципальное образование Верхнемамонского района Воронежской области России.
Административный центр — село Мамоновка.

## Население
| 2010 | 2012 | 2013 | 2014 | 2015 | 2016 | 2017 | 2018 | 2019 |
| ---- | ---- | ---- | ---- | ---- | ---- | ---- | ---- | ---- |
| 631  | ↘620 | ↘603 | ↘580 | ↘575 | ↘559 | ↘536 | ↘533 | ↗538 |
| 2020 | 2021 |      |      |      |      |      |      |      |
| ↘534 | ↗560 |      |      |      |      |      |      |      |

## Административное деление
Состав поселения:
- село Мамоновка.